# Сонц Ада Юхимівна
Ада Юхимівна Сонц (нар. 9 грудня 1897, Бердичів — пом. 13 лютого 1968, Дніпропетровськ) — єврейська та російська радянська актриса, заслужений діяч мистецтв УРСР з 1945 року.

## Біографія
Народилася 9 грудня 1897 року в місті Бердичеві Київської губернії Російської імперії (тепер Житомирська область, Україна) в єврейській родині. З 1919 року навчалася в театральній студії «Культурліга» в Києві (у 1921—1924 роках — в Москві).
Сценічну діяльність почала 1925 року в Харківському державному єврейському театрі. З 1934 року (з перервою) працювала в Київському державному єврейському театрі, з 1944 року — в Чернівецькому єврейському театрі. В 1936—1937 і 1950—1960-х роках — актриса Дніпропетровського російського драматичного театру імені М. Горького.
Померла в Дніпропетровську 13 лютого 1968 року. Похована у Дніпрі.

## Ролі
Серед ролей:
- Васса («Васса Желєзнова» М. Горького);
- Сонька («Аристократи» Погодіна);
- Ноемі («Повстання в гетто» Маркіша);
- Естер («Пуримшпіль» Лойтера);
- Порція («Венеціанський купець» Шекспіра);
- Міреле Ефрос («Міреле Ефрос» М. Горького).